# Monga
Monga (艋舺, Báng-kah) è un film del 2010, scritto e diretto da Doze Niu.

## Distribuzione
Il film è stato distribuito in Italia a partire dal 3 Dicembre 2013, senza passare per le sale cinematografiche, direttamente in home video per conto della CG Entertainment, in collaborazione con la Tucker Film e il Far East Film Festival.

## Riconoscimenti
- 2010 - Asia Pacific Screen Awards
  - Nominational al miglior film a Doze Niu e Lieh Lee
  - Nomination per la miglior fotografia a Jake Pollock
  - Nomination per la miglior regia a Doze Niu
- 2010 - Asia-Pacific Film Festival
  - Miglior colonna sonora a Sandee Chan
  - Miglior direzione artistica a Max Huang, Chen Poo-Jen
- 2010 - Golden Horse Film Festival
  - Miglior attore a Ethan Juan
  - Miglior montaggio sonoro a Tu Du-chi
  - Nomination per la miglior colonna sonora a Sandee Chan
  - Nomination per la miglior direzione artistica a Max Huang, Chen Poo-Jen
- 2010 - Hawaii International Film Festival
  - Miglior regia a Doze Niu
- 2010 - Taipei Film Festival
  - Miglior direzione artistica a Max Huang, Chen Poo-Jen
  - Nomination per la miglior regia a Doze Niu
- 2011 - Asian Film Awards
  - Miglior attore a Mark Chao
  - Nomination per il miglior attore a Ethan Juan
  - Nomination per la miglior fotografia a Jake Pollock
  - Nomination per i miglior production-designer a Max Huang, Chen Poo-Jen
  - Nomination per la miglior colonna sonora a Sandee Chan
- 2011 - Chinese Film Media Awards
  - Miglior attore non protagonista a Ma Ju-lung
  - Miglior regista esordiente a Doze Niu
  - Nomination per il miglior attore a Ethan Juan
  - Nomination al miglior film a Doze Niu
  - Nomination al miglior attore a Mark Chao
  - Nomination per la miglior regia a Doze Niu
- 2011 - Hong Kong Film Awards
  - Miglior film asiatico in gara
- 2011 - To Ten Chinese Films Festival
  - Vincitore del Youth Film Handbook Award